# Мануильское
Мануильское — село в Красногорского района Алтайского края. Входит в состав Новоталовского сельсовета.

## История
Основано в 1925 г. В 1926 году хутор Эммануил состоял из 9 хозяйств. В национальном составе населения того периода преобладали украинцы. В административном отношении входил в состав Старо-Бардинского сельсовета Старо-Бардинского района Бийского округа Сибирского края. В 1931 году на хуторе разместилась центральная усадьба совхоза «Бардинский». После укрупнения совхоза, в 1957 году, становится его 1-й фермой.

## Население
| 1926 | 1997 | 1998 | 1999 | 2000 | 2001 | 2002 | 2003 | 2004 |
| ---- | ---- | ---- | ---- | ---- | ---- | ---- | ---- | ---- |
| 57   | ↗262 | ↘250 | ↘248 | ↘241 | ↘237 | ↗244 | ↘237 | ↘222 |
| 2005 | 2006 | 2007 | 2008 | 2009 | 2010 | 2011 | 2012 | 2013 |
| ↗227 | ↘226 | ↗229 | ↗230 | ↗236 | ↘215 | ↗216 | ↘212 | ↘207 |

Национальный состав
Согласно результатам переписи 2002 года, в национальной структуре населения русские составляли 97 %.